# Kraton
Kraton je vsak od delov kontinentalne skorje, ki nastane s konsolidacijo in združevanjem orogenov v predkambriju. Je star in stabilen del kontinentalne skorje, ki je preživel nastajanje in trganje kontinentov in superkontinentov vsaj 500 milijonov let. Kratoni so v glavnem najdeni v notranjosti kontinentov in so sestavljeni iz skorje iz lahkih felzičnih magmatskih kamnin, kot je granit pritrjen ob del zgornjega plašča. Kraton se lahko razprostira v globino do 200 km. 
Kratoni so po geografskih kriterijih razdeljeni v geološke province, od katerih je vsaka glede na starost klasificirana kot Arhon, Proton in Tekton: 
- Arhoni: sestavljeni so iz kamnin Arhejske ere, starejših od 2,5 milijarde let (2,5 Ga).
- Protoni: sestavljeni so iz kamnin zgodnje do srednje proterozoiske ere, starejših od 1,6 Ga.
- Tektoni: sestavljeni so iz kamnin iz poznega proterozoika, starih med 1,6 Ga in 800 milijon let (800 Ma).

Glede na to, da imajo minerali (tudi plemenite kovine in diamanti) v Zemljini skorji navado da se s časom razdvajajo, so najstarejši kratoni predmet največjega zanimanja rudarskih družb. Kratone danes odkrivajo iskalci širom zemeljske oble.
Imenovani kratoni, navedeni po kontinetih, so: 
- Avstralija
  - Altjavara kraton
  - Centralni kraton
  - Curnamona kraton, Južna Avstralija
  - Gawler kraton, centralna Južna Avstralija
  - Pilbara kraton, Zahodna Avstralija
  - Yilgarn kraton, Zahodna Avstralija

- Amerike 
  - Amazonski kraton
  - Kanadski ščit (ali Laurentijski ali Prakambrijski ščit)
  - Gvajanski ščit
  - Severnoameriški kraton
  - Slave kraton, severozahodna Kanada
  - Superior kraton, Kanada
  - Wyoming kraton

- Afrika
  - Arabski kraton (Arábska platfórma)
  - Kongoški kraton, centralna južna Afrika
    - Bangweulu blok, Zambija

  - Kaapvaalski kraton, Južna Afrika (3,6 – 2,5 Ga (- miljoni let))
  - Kalahari kraton
  - Saharski kraton, Alžirija
  - Tanzanijski kraton
  - Zahodnoafriški kraton
  - Zairski kraton
  - Zimbabvejski kraton (3,5 Ga)
  - Antarktični kraton

- Evrazija
  - Vzhodnoevropski kraton (Vzhodnoevrópska platfórma)
    - Baltski ščit (ali fenoskandijski ščit), del vzhodnoevropskega kratona (Sarmátski kratón, Hebrídski kratón)

  - Darwar kraton, Indija (3,4 – 2,6 Ga)
  - Vzhodnoindijski kraton
  - Indijski kraton
  - Karelijski kraton, Finska (3,1 – 2,7 Ga)
  - Midland kraton v Angliji in Walesu
  - Severnokitajski kraton (2,5 Ga)
  - Sarmatski kraton (3,7 – 2,8 Ga)
  - Sibirski kraton (Sibirska platforma)
    - Angárski kraton

  - Sinokorejski kraton, Severna Kitajska
  - Tarimski kraton, Kitajska
  - Volgouralski kraton, Rusija (3,0 – 2,7 Ga)
  - Jangce kraton
  - Severnoatlantski kraton